# Dicranota (Paradicranota) fuscipennis
Dicranota (Paradicranota) fuscipennis is een tweevleugelige uit de familie Pediciidae. De soort komt voor in het Palearctisch gebied.